# Rzutnia (geometria)
Rzutnia – powierzchnia, na której w wyniku rzutu powstaje odwzorowanie przestrzeni trójwymiarowej.
Najczęściej jest to płaszczyzna, jednak może nią być również powierzchnia sfery, walca, stożka lub inna.